# Ex seminario regionale Pio XI
L'ex Seminario regionale Pio XI è stato il seminario regionale della regione Campania, istituito dall'omonimo papa negli anni trenta del Novecento. Entrato in funzione sotto l'arcivescovo Nicola Monterisi, e annoverando fra coloro che lo frequentarono l'attuale arcivescovo emerito di Salerno, Gerardo Pierro, fu chiuso sotto Gaetano Pollio a causa della drastica diminuzione dei seminaristi e per l'entità delle spese necessaria al suo mantenimento.

## Storia

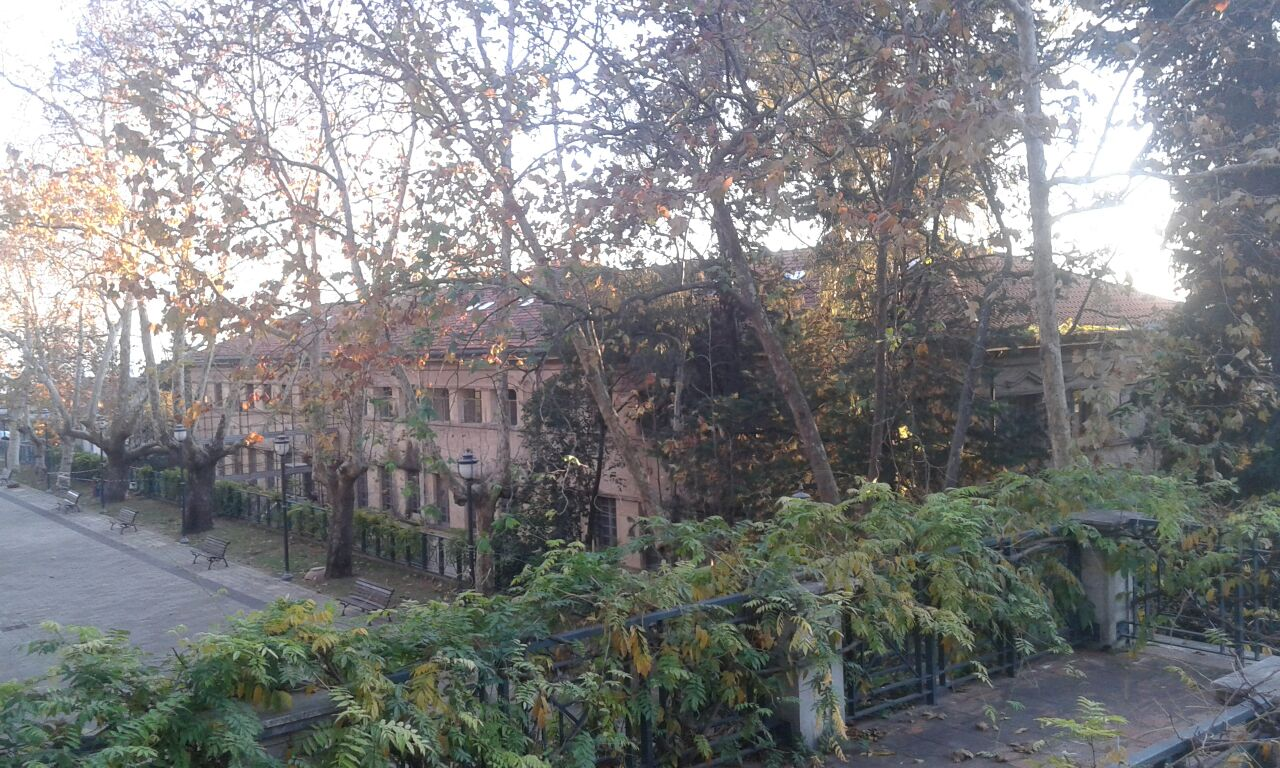
Visuale del complesso dal Parco del seminario, padiglione del liceo artistico

Nel 1929 Salerno fu scelta da una commissione di vescovi come sede del seminario regionale. Nel 1930 venne stipulato un contratto per l'acquisto dell'area per la costruzione da parte della Santa Sede. Dopo alcune proposte iniziali, che lo vedevano collocato in una qualche località della costiera amalfitana per via della salubrità del clima e l'assenza dei pericoli della città, o presso la Badia di Cava de' Tirreni, venne infine scelta la zona attuale, posta a nord della città in contrada Vallone Cernicchiara, più conosciuta con il nome di Cupa Cupeti. L'area venne considerata quanto di meglio si potesse trovare per una simile destinazione: perfettamente isolata ed elevata, ma allo stesso tempo collegata al centro della città mediante una strada ancora oggi chiamata via Pio XI, costruita appositamente dall'amministrazione comunale. Il complesso, voluto da monsignor Nicola Monterisi, fu progettato dall'ingegnere romano Pietro Momo nel 1930 ed i lavori, iniziati nel giugno del 1931, si conclusero dopo un anno. Le attività del seminario iniziarono nel novembre del 1932.
Il seminario fu posto dal pontefice sotto la protezione della Vergine Annunziata, e dunque inaugurato ufficialmente il 22 ottobre 1933 alla presenza del cardinal Gaetano Bisleti. Come suo primo rettore venne nominato monsignor Roberto Nogara, futuro arcivescovo di Cosenza, a cui seguirono poi Domenico Raimondi (1935-1941), Pietro Ossola (1941-1943), Francesco Marchesani (1943-1944), Lorenzo Gargiulo, futuro arcivescovo di Gaeta, l'arcivescovo Arrigo Pintonello (1946-1953), monsignore Antonio Verrastro (1953-1966) e Rocco De Leo (1966-1972). Ultimo rettore del seminario fu monsignor Giovanni Pirone (1972-1976).

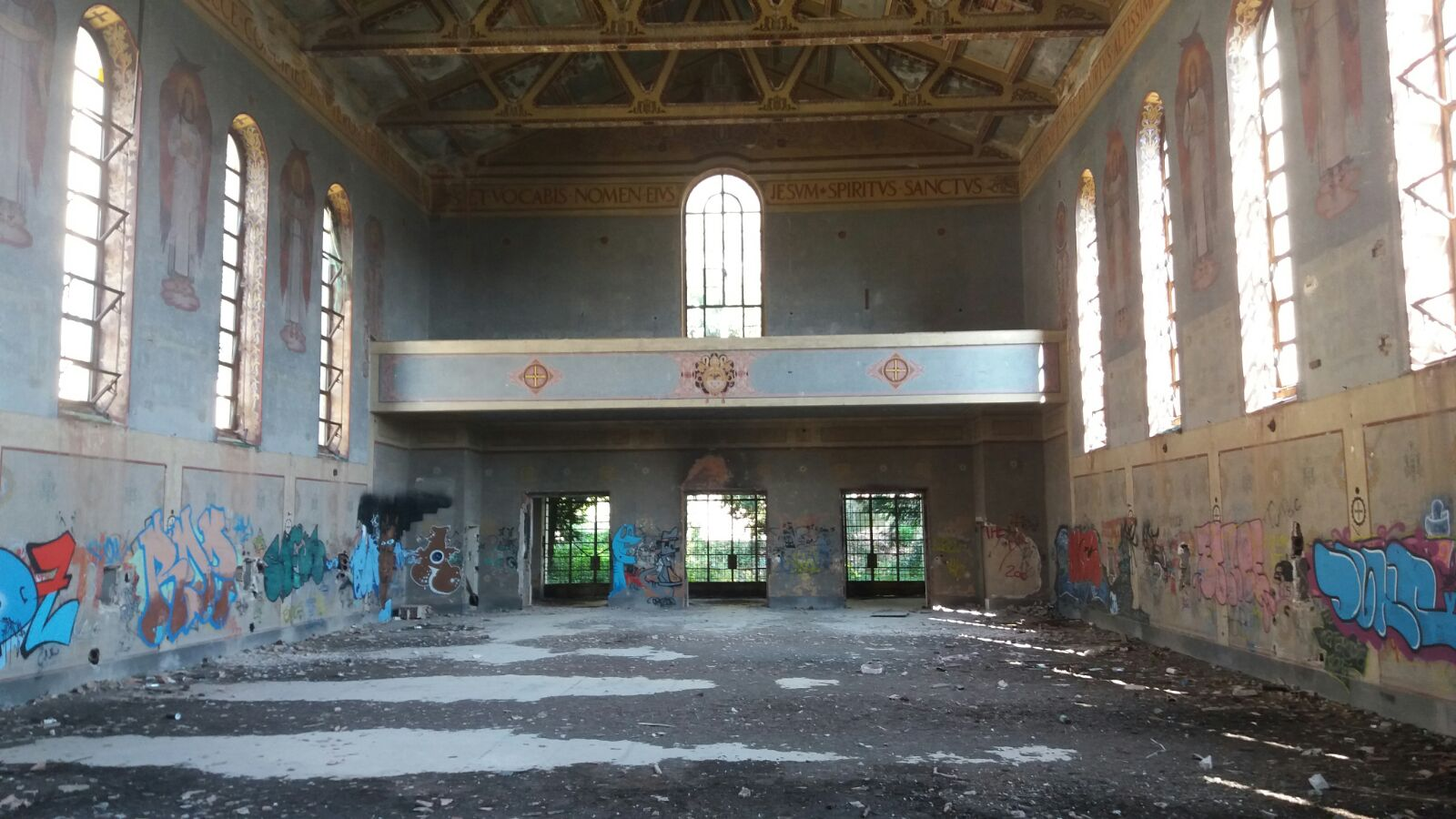
Interno della chiesa sconsacrata dell'ex seminario, oggi abbandonata e soggetto a saccheggi e devastazioni vandaliche. Nel 2009 una porzione del tetto del padiglione è crollata, dopo circa trent'anni di abbandono della struttura.

Il seminario rappresentò per la sua imponenza la più grande operazione edilizia eseguita a Salerno durante il Ventennio, e all'epoca venne indicato come il secondo per ampiezza in Italia. Durante la seconda guerra mondiale, nel periodo di Salerno Capitale, per reperire sedi per i ministeri e i funzionari si pensò di requisire il complesso, e difatti per una settimana la pineta della struttura fu occupata dai militari. All'idea di requisizione, formulata da parte del maresciallo Pietro Badoglio, si oppose fermamente l'allora arcivescovo di Salerno Monterisi, il quale fece notare come il seminario fosse l'unica istituzione del genere funzionante in tutto il Mezzogiorno d'Italia e che, in quanto alle dirette dipendenze del Vaticano, la sua occupazione, anche parziale, era da configurarsi come una vera e propria «aggressione ad uno Stato straniero». A causa della crisi delle vocazioni nel 1976 la Curia vendette il seminario al comune di Salerno e da allora il complesso ha assolto a diverse funzioni: nel corso degli anni ha ospitato in uno dei suoi padiglioni gli uffici del rettorato dell'Università di Salerno sotto Gabriele De Rosa; attualmente vi trovano sede il liceo artistico Andrea Sabatini, il Teatro elle arti, il liceo scientifico, l'istituto tecnico Basilio Focaccia e alcuni uffici comunali, mentre in corrispondenza dello spazio ricreativo si erge oggi il parco adiacente.

## Architettura

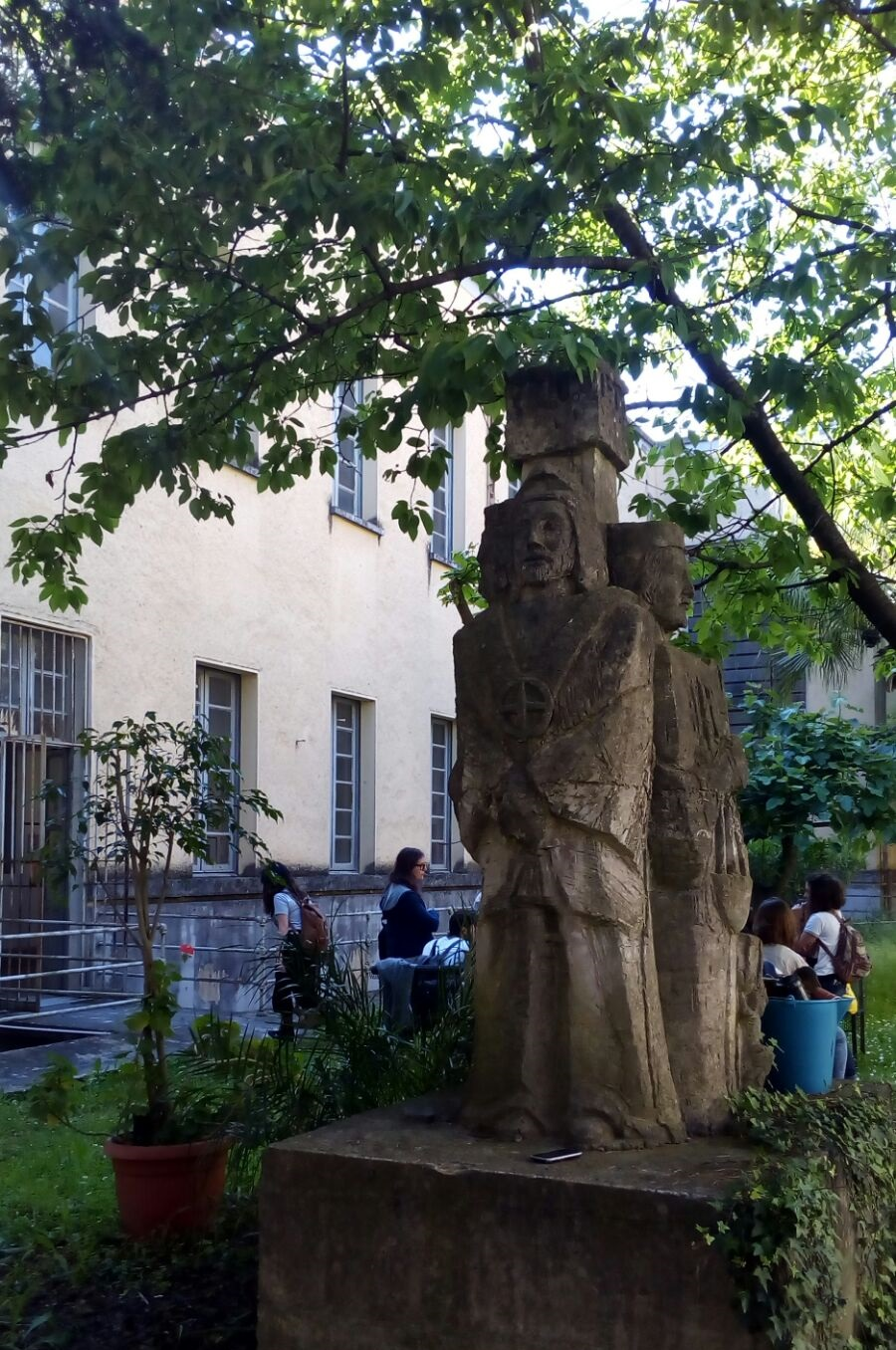
Uno dei giardini interni del complesso, oggi del liceo artistico di Salerno

Il complesso, realizzato in cemento armato, si compone in totale di dieci padiglioni che si susseguono verso sud per una lunghezza di 165 metri e piegano verso ovest per altri 70, distanziati fra loro da cortili scoperti che assicurano un'omogenea diffusione della luce negli ambienti, tutti dotati di ampi finestroni. L'edificio consta di cinque parti comunicanti fra loro mediante corridoi in cui la luce è diffusa attraverso invetriate esterne, interne e laterali. La prima parte, adibita a ricreatori coperti, a dormitori per gli alunni e ad alloggio per il personale di servizio, è costituita da tre padiglioni dalle dimensioni singole di 50x15 m, e distanziati da due cortili scoperti di 16x46 metri ciascuno. La seconda parte consta di un solo padiglione di 47 metri di lunghezza e 15 di larghezza, riservata alle cappelle e locali connessi. La cappella principale, a suo tempo utilizzata nei giorni feriali dai teologi, è di 10 metri in larghezza e 30 in lunghezza. Quella del primo piano, idonea ad accogliere tutti gli alunni, è di 14 metri di larghezza per 30 di lunghezza, non tenendo conto del presbiterio. La chiesa era dotata di un altare di marmi pregiati su cui un tempo dominava una tela del XVIII secolo rappresentante l'Annunciazione, di una Via Crucis in tavole di Mario Barberis, di un organo sistemato sulla porta d'ingresso e di lampadari artistici in bronzo.
All'insegnamento era un tempo dedicata la terza parte dell'edificio, oggi utilizzata dal liceo artistico, con due padiglioni di 23 metri di larghezza per 65 di lunghezza, divisi tra loro e dai padiglioni adiacenti da due cortili interni di 900 metri quadrati ciascuno, oggi trasformati in giardini. Il piano terreno e il primo piano erano destinati ad aule scolastiche, mentre al secondo piano si trovavano ampi locali da studio per gli alunni, e al terzo venti stanze riservate ai vescovi per le loro conferenze.
La quarta parte, oltre all'ingresso, è costituita da un primo piano con sale di ricevimento e da un secondo piano di appartamenti destinati ai cardinali ospiti del seminario, al presidente della Commissione episcopale e al rettore dell'istituto.  Ad occidente dell'ingresso si ha un prolungamento verso sud di 35 metri. Esso aveva al piano terreno due garage, al primo piano due appartamenti per autisti e altri alloggi per ospiti, al secondo piano l'aula magna di 10 metri per 35, al terzo piano altri alloggi per vescovi. Ad oriente dello stesso ingresso l'edificio si prolunga perpendicolarmente verso sud per una lunghezza di 40 metri, costituendo un piano terreno adibito a deposito, mentre al primo piano si trovavano il refettorio per i professori e alcune sale di sollievo, nel secondo piano gli appartamenti per i professori. Nel primo piano si trovavano inoltre il refettorio per gli alunni, della superficie di 16 metri di larghezza e 40 lunghezza. La quinta parte chiude il complesso degli edifici con altri due padiglioni, di cui il primo era a suo tempo adibito a cucina, mentre il secondo era riservato alle suore. In quest'ultimo al pianterreno i locali erano adibiti a lavanderia elettrica, laboratori e guardaroba.

## Galleria d'immagini

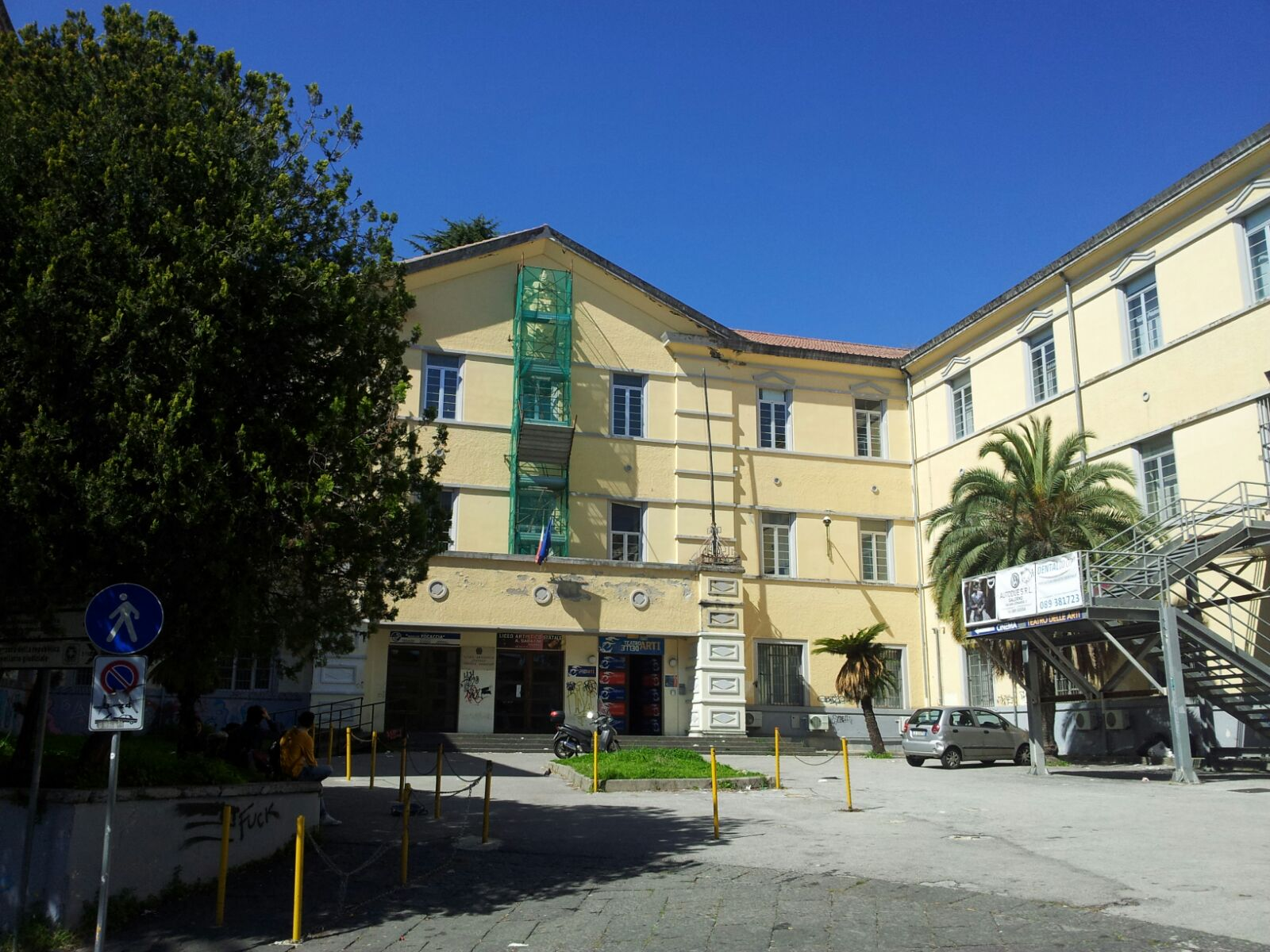
Atrio d'ingresso al complesso, con accessi all'ITIS, al liceo artistico Sabatini e al Teatro delle arti. Si notano i lavori di restauro sullo stemma papale di Pio XI disposto sull'ampio frontone.
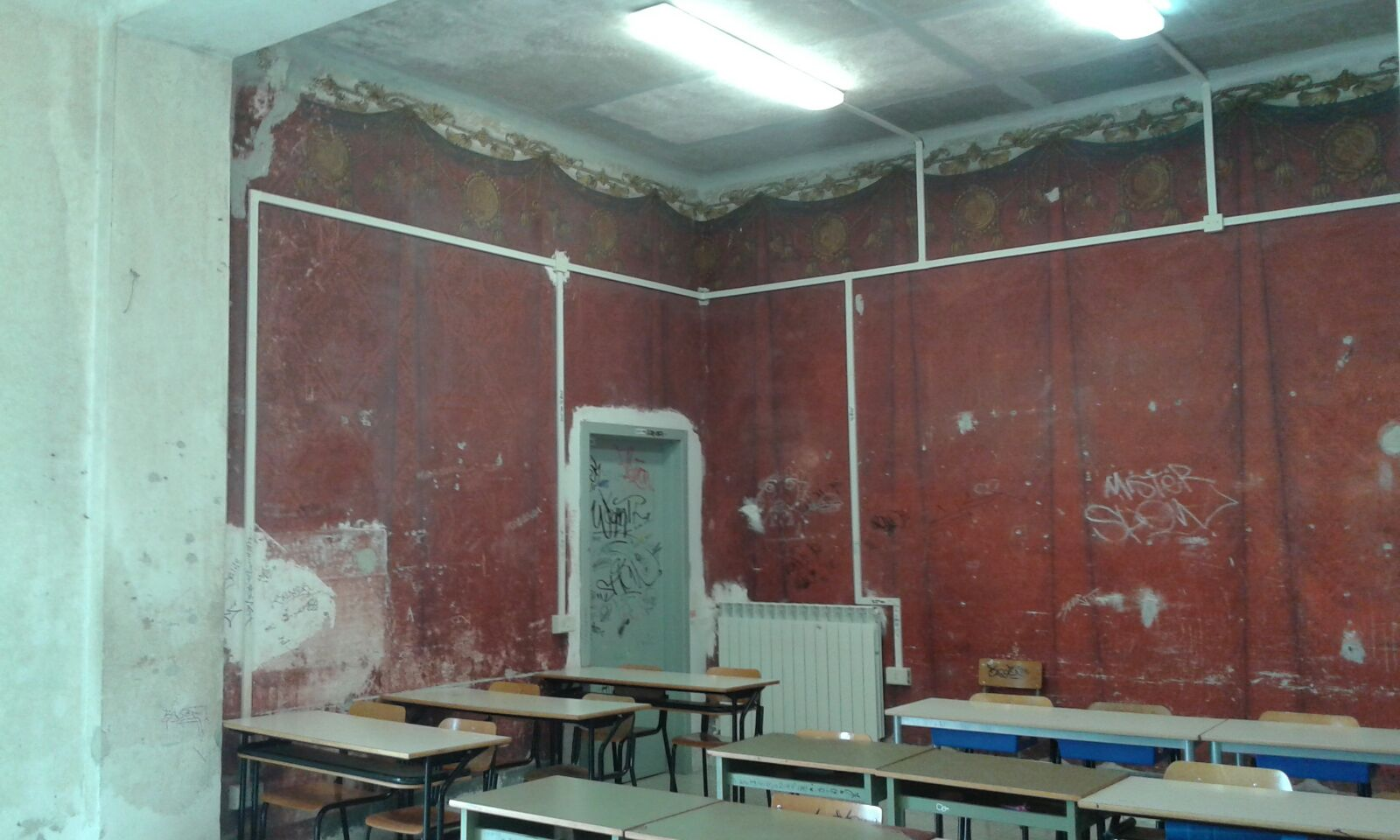
Aula del liceo artistico, ancora affrescata con motivi geometrici e decorativi religiosi e con il caratteristico rosso pompeiano.
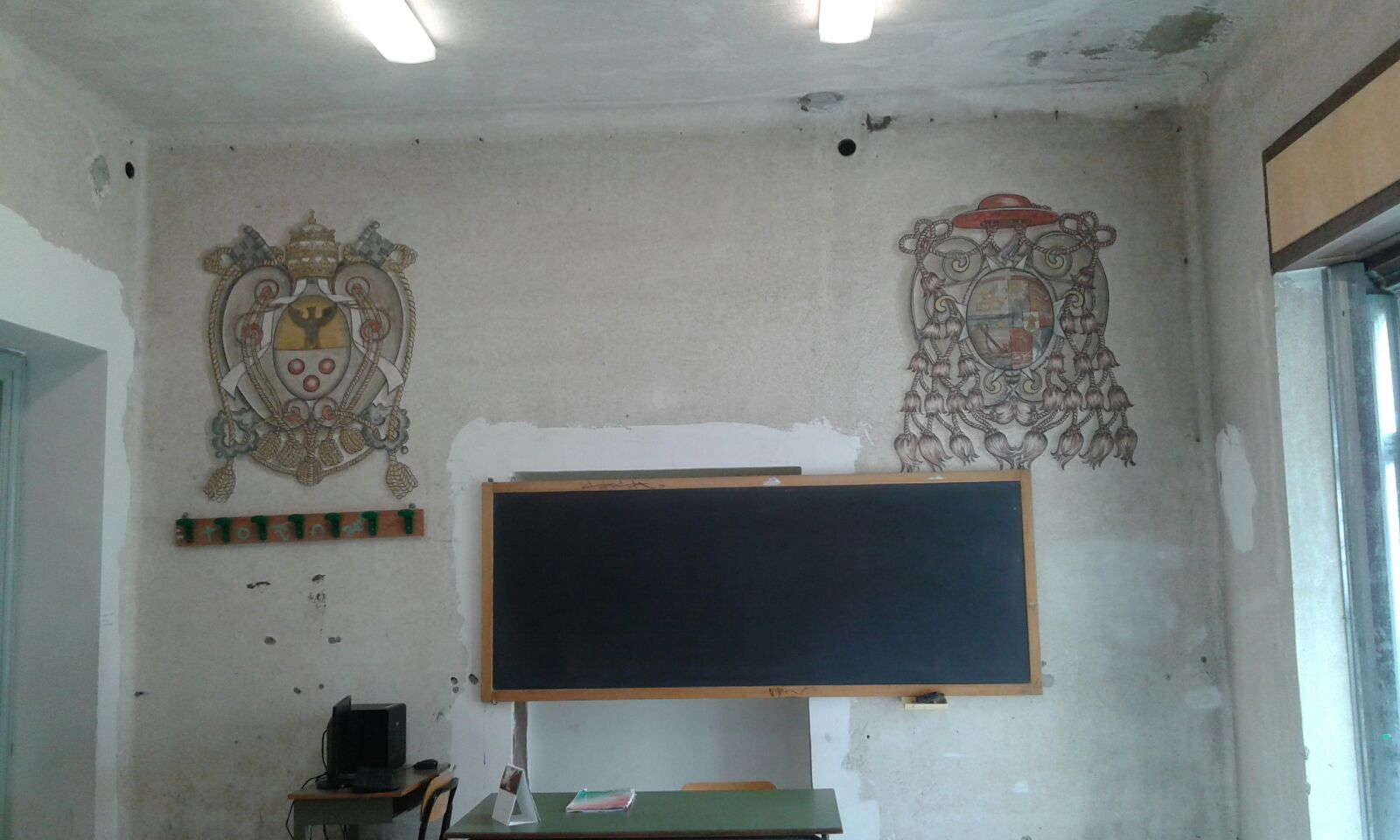
Stemmi araldici nella stessa aula del liceo. A sinistra si nota lo stemma ufficiale di Pio XI
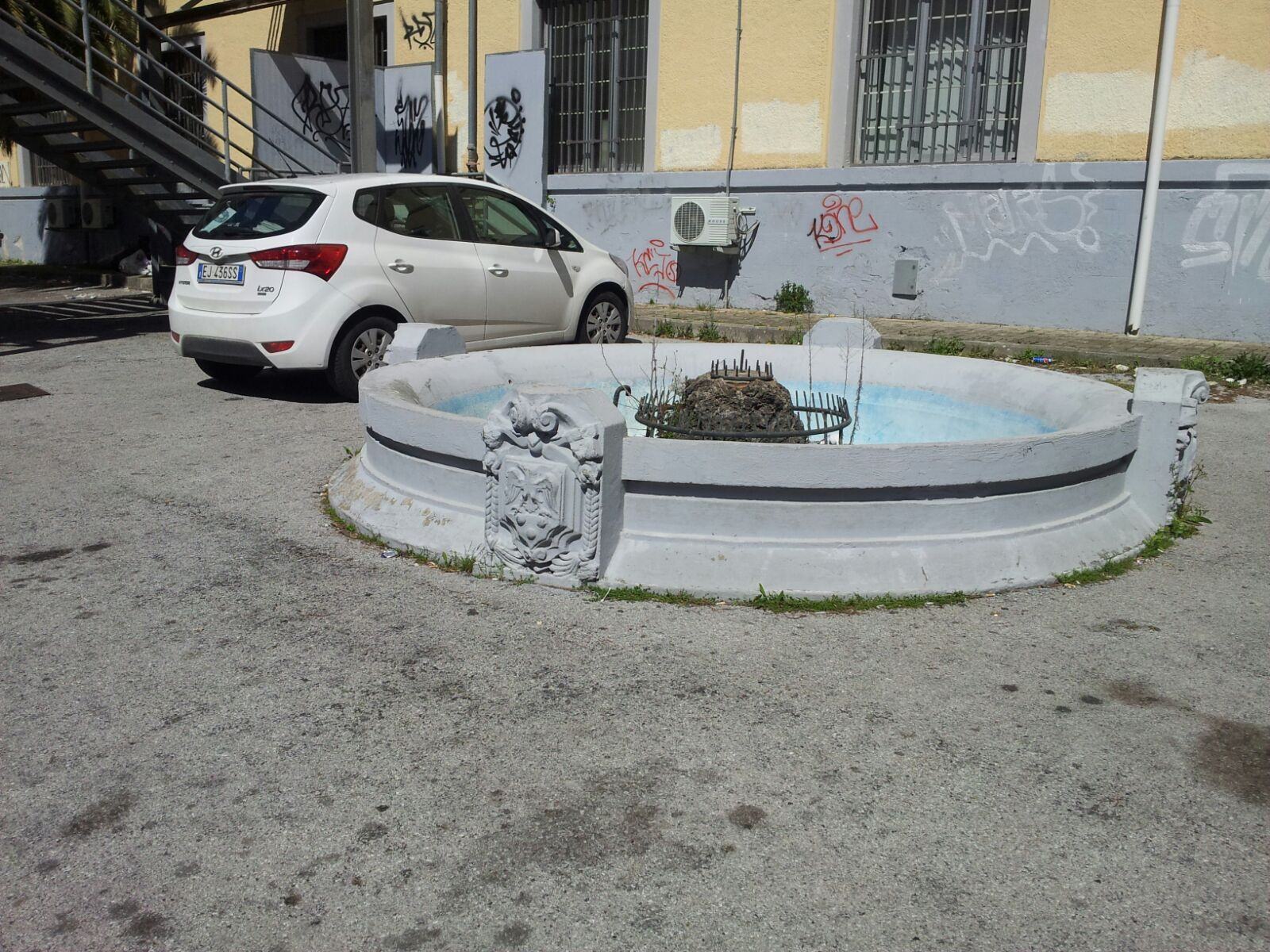
Fontana all'ingresso del seminario. Sono ancora visibili parte degli stemmi papali.
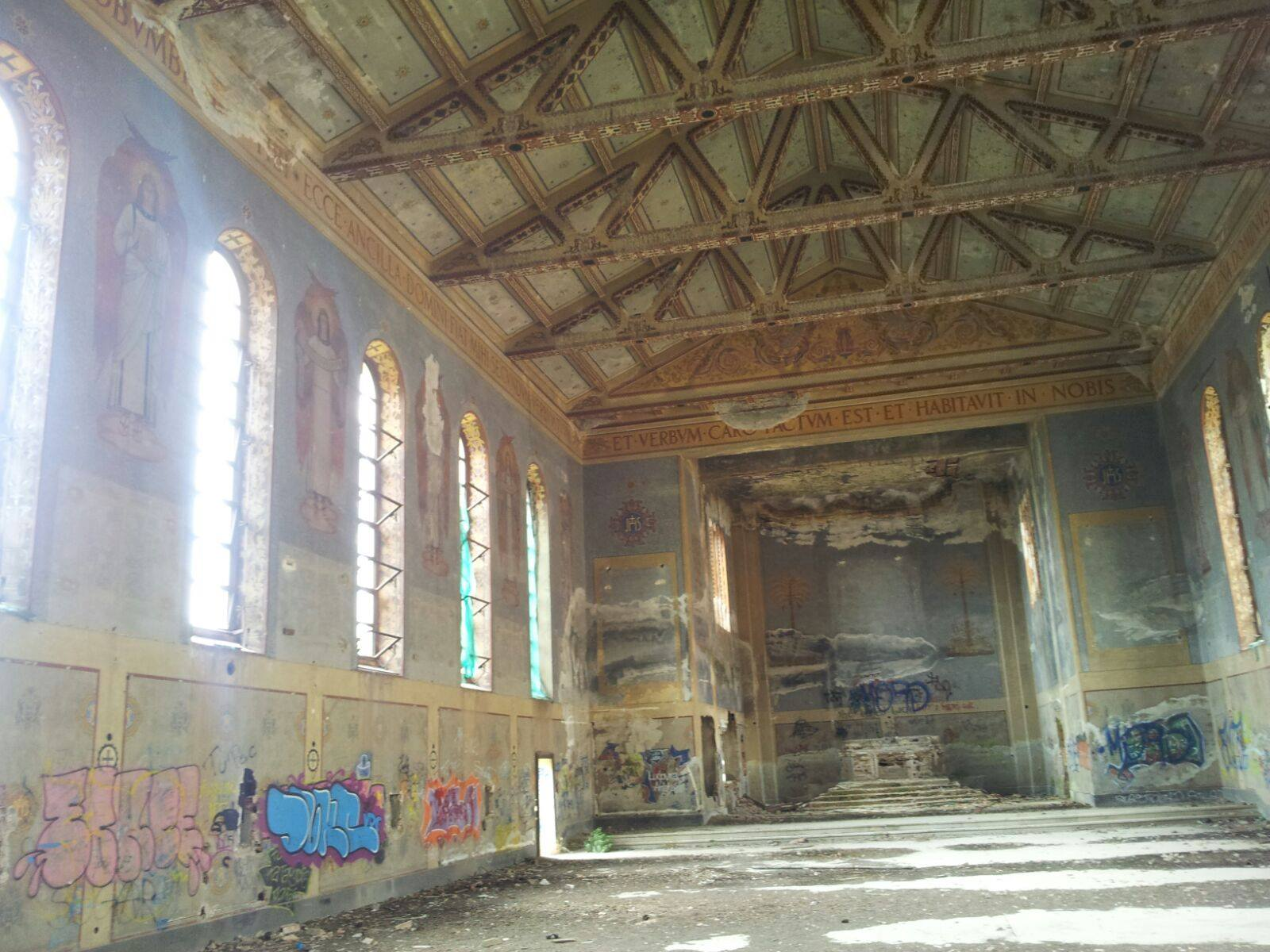
La chiesa del seminario, un tempo usata come palestra del liceo artistico. Sulla parete si nota, in latino, la preghiera Angelus
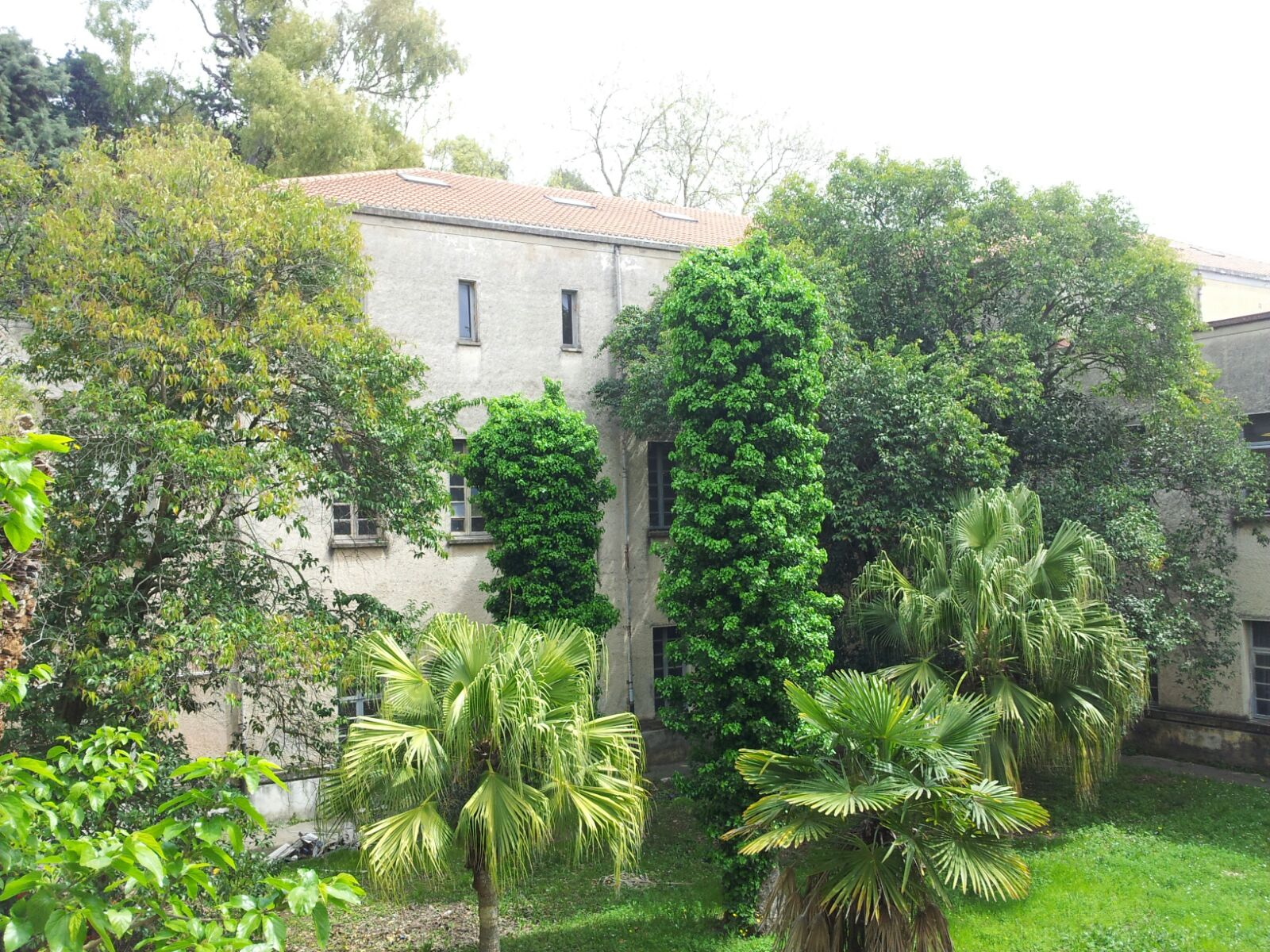
Uno dei giardini del complesso, ora del liceo artistico.